# Puchaczów
Puchaczów è un comune rurale polacco del distretto di Łęczna, nel voivodato di Lublino.
Ricopre una superficie di 91,71 km² e nel 2004 contava 4 800 abitanti.